# Palais de la Cité
Palais de la Cité (francoska izgovorjava: [pa.lɛ d(ə) la si.te]), ki je na otoku Île de la Cité na reki Seni v središču Pariza, je pomembna zgodovinska stavba, ki je bila rezidenca francoskih kraljev od 6. stoletja do 14. stoletja in je od takrat središče francoskega pravosodnega sistema, zato se pogosto imenuje Sodna palača (Palais de Justice). Od 14. stoletja do francoske revolucije je bil sedež pariškega parlamenta. Med revolucijo je služil kot sodišče in zapor, kjer je bila zaprta tudi Marija Antoaneta in drugi zaporniki, ki jim je sodilo revolucionarno sodišče. Od začetka 19. stoletja je bil sedež Tribunal de grande instance de Paris, pariškega pritožbenega sodišča in kasacijskega sodišča. Prva od teh se je leta 2018 preselila na drugo pariško lokacijo, medtem ko drugi dve jurisdikciji od leta 2022 ostajata v Palais de la Cité.
Palača je bila v mnogih stoletjih večkrat zgrajena in prezidana, tudi po velikih požarih v letih 1618, 1776 in 1871. Njeni vidni srednjeveški ostanki so Sainte-Chapelle, mojstrovina gotske arhitekture in Conciergerie, zgodnja 14. stoletja, ki je služil kot zapor od 1380 do 1914. Večina njegovih drugih sedanjih stavb je bila prezidana od poznega 18. do začetka 20. stoletja. Conciergerie in Sainte-Chapelle se lahko obišče skozi ločena vhoda.

## Zgodovina

### Rimsko cesarstvo in zgodnji srednji vek
Arheološka izkopavanja so na otoku Île de la Cité odkrila sledi človekove prisotnosti od leta 5000 pr. n. št. do začetka železne dobe, vendar ni dokazov, da so keltski prebivalci, Parižani, uporabljali otok za svojo prestolnico. Julij Cezar je leta 53 pr. n. št. zabeležil srečanje z voditelji Parizijev in drugih keltskih plemen na otoku, vendar tam niso našli nobenih arheoloških dokazov o Pariziiih. Ko pa so Rimljani v 1. stoletju pr. n. št. osvojili Pariz, se je otok hitro razvijal. Medtem ko je bil forum in največji del rimskega mesta, imenovan Lutecija, na levem bregu, je bil velik tempelj na vzhodnem koncu otoka, kjer je danes stolnica Notre Dame. Zahodni del otoka je bil stanovanjski in je bil kraj palače rimskih prefektov ali guvernerjev. Palača je bila galo-rimska trdnjava, obdana z obzidjem. Leta 360 našega štetja so rimskega prefekta Julijana Odpadnika njegovi vojaki razglasili za cesarja Rima, medtem ko je bival v mestu.
Od 6. stoletja so merovinški kralji uporabljali palačo kot svojo rezidenco, ko so bili v Parizu. Klodvik I., frankovski kralj, je živel v palači od leta 508 do svoje smrti leta 511. Kralji, ki so mu sledili, Karolingi, so svojo prestolnico preselili v vzhodni del svojega cesarstva in Parizu posvečali malo pozornosti. Konec 9. stoletja, po vrsti vpadov Vikingov, ki so ogrozili mesto, je kralj Karel Plešasti dal obnoviti in okrepiti obzidje. Hugo Capet (941–996), pariški grof, je bil 3. julija 987 izvoljen za francoskega kralja in je prebival v trdnjavi, ko je bil v Parizu, vendar so on in drugi kapetinski kralji v mestu preživeli malo časa in je imel druge kraljeve rezidence v Vincennesu, Compiègneu in Orléansu. Uprava in arhivi kraljestva so potovali kamor je šel kralj.

### Visoki srednji vek

#### Zgodnje kapetinsko obdobje
Na začetku rodbine Kapetingov je francoski kralj vladal le nekaj večjemu ozemlju, kar je današnji Île-de-France; vendar so s politiko osvajanja in medsebojnih porok začeli širiti svoje kraljestvo in spreminjati staro galo-rimsko trdnjavo v pravo palačo. Robert Pobožni, sin Huga Capeta, ki je vladal od leta 972 do 1031, je v Parizu bival pogosteje kot njegovi predhodniki. Trdnjavo je obnovil predvsem zato, da bi zadostil zahtevam svoje tretje žene, Konstance Arleške, po večjem udobju. Robert je okrepil staro obzidje in dodal utrjena vrata; glavni vhod je bil najverjetneje na severni strani. Obzidje je obdajalo pravokotnik dolžine 130 metrov in širine 110 metrov. Znotraj obzidja je Robert zgradil Salle de Roi, sejno sobo za Curia Regis, zbor plemičev in za kraljevi svet. Zahodno od te stavbe je zgradil lastno rezidenco, chambre de Roi. Nazadnje je zgradil kapelo, posvečeno svetemu Nikolaju.
Nadaljnje dodatke je naredil Ludvik VI. s pomočjo svojega prijatelja in zaveznika Sugerja, opata bazilike Saint-Denis. Ludvik VI. je dokončal kapelo svetega Nikolaja, porušil stari stolp ali donžon v središču in zgradil ogromen nov donžon ali stolp, Grosse Tour, širok 11,7 metra ob dnu, s stenami debelimi tri metre. Ta stolp je obstajal do leta 1776.
Njegov sin Ludvik VII. Francoski (1120–1180) je povečal kraljevo rezidenco in dodal oratorij; spodnje nadstropje oratorija je kasneje postalo kapela sedanje Conciergerie. Vhod v palačo je bil v tistem času na vzhodni strani, na Cour du Mai, kjer je bilo zgrajeno veliko slavnostno stopnišče. Zahodna točka otoka je bila spremenjena v obzidan vrt in sadovnjak.

#### Filip II. Avgust
Filip-Avgust (1180–1223) je posodobil kraljevo upravo in namestil kraljeve arhive, zakladnico in sodišča v Palais de la Cité, nato pa je mesto, razen v kratkih obdobjih, delovalo kot prestolnica kraljestva. Leta 1187 je v svoji palači sprejel angleškega kralja Riharda Levjesrčnega. Sodni zapisi kažejo na ustanovitev novega uradnega položaja, concierge, ki je bil odgovoren za upravljanje nižjih in srednjih sodišč v palači. Po tem položaju je palača pozneje dobila ime. Filip je tudi zelo izboljšal zrak in okolico palače, tako da je dal blatne ulice okoli palače tlakovati s kamnom. To so bile prve tlakovane ulice v Parizu.

### Ludvik IX. in Sainte-Chapelle
Vnuk Filipa Avgusta, Ludvik IX. Francoski (1214–1270), kasneje znan kot Sveti Ludvik, je zgradil novo svetišče znotraj obzidja palače, da bi pokazal, da ni le francoski kralj, ampak tudi voditelj krščanskega sveta. Med letoma 1242 in 1248 je Ludvik na mestu stare kapele zgradil Sainte-Chapelle za hrambo svetih relikvij, ki jih je leta 1238 pridobil od guvernerja Konstantinopla, vključno s slavno krono iz trnja in lesom s križa Kristusovega križanja. Kapela je imela dva nivoja; spodnji nivo za navadne kraljeve služabnike in zgornji nivo za kralja in kraljevo družino. Zgornja kapela je bila neposredno povezana s kraljevo rezidenco s pokritim prehodom, imenovanim Galerie Merciére. Samo kralj se je smel dotakniti trnove krone, ki jo je vzel vsako leto na veliki petek.
Ludvik IX. je ustanovil tudi več novih uradov za upravljanje financ, uprave in pravosodnega sistema svojega rastočega kraljestva. Ta nova birokracija, nameščena v palači, je sčasoma privedla do spora med kraljevo vlado in plemiči, ki so imeli svoje višje sodišče, Parlement de Paris. Da bi naredil prostor za svojo rastočo birokracijo in ustvaril rezidence za Chanoine ali kanonike, ki so upravljali versko ustanovo, je dal porušiti južno steno palače in jo nadomestiti s stanovanji. Na severni strani palače, tik pred obzidjem do Tour Bonbec, je zgradil novo slavnostno dvorano, Salle sur l'eau.

#### Filip IV.
Filip Iv. Francoski (1285–1314) in njegov komornik Enguerrand de Marigny sta palačo rekonstruirala, povečala in olepšala. Na severni strani palače je razlastil zemljo, ki je pripadala bretonskim grofom, in zgradil nove stavbe za Chambre des Enquetes, ki je nadzorovala javno upravo; Grand'Chambre, drugo višje sodišče; in dva nova stolpa, Tour Cesar in Tour d'Argent, ter galerijo, ki je povezala palačo s Tour Bombec. Kraljevi uradi so dobili imena po različnih sobanah ali sobah v palači; Chambre des Comptes, računska zbornica, je bila zakladnica kraljestva, sodišča pa so bila razdeljena med Chambre civile in Chambre criminelle.
Na mestu stare Salle de Roi je zgradil veliko večjo in bogatejše okrašeno zborno dvorano, Grand'Salle, ki je imela dvojno ladjo, vsako pokrito z visoko obokano leseno streho. Vrsta osmih stebrov v središču dvorane je podpirala leseno ogrodje strehe. Na vsakem od stebrov in na stebrih okoli sten so bili nameščeni pobarvani kipi francoskih kraljev. V središču dvorane je bila ogromna miza iz črnega marmorja iz Nemčije, ki so jo uporabljali za bankete, zaprisege, sestanke višjih vojaških sodišč in druge uradne funkcije. Fragment mize še vedno obstaja in je na ogled v Conciergerie. Grand'Salle je bila uporabljena za kraljeve bankete, sodne postopke in gledališke predstave.
Na zahodnem koncu otoka, kjer je danes trg Place Dauphine, je bil obzidan zasebni vrt, kopališče, kjer se je kralj lahko okopal v rečni vodi, in dok, od koder je lahko kralj s čolnom odpotoval v drugo rezidenco, trdnjavo Louvre na desnem bregu in Tour de Nesle na levem bregu.
Spodnje nadstropje pod Grand'Salle je vsebovalo Salle des Gardes za vojake, ki so ščitili kralja, pa tudi jedilnico za kraljevo gospodinjstvo, vključno s častniki, uradniki, sodnimi častniki in služabniki. Visoki sodni uradniki so imeli svoje hiše v mestu, medtem ko so nižji uradniki in služabniki živeli v palači. Kraljevo gospodinjstvo je v času Filipa IV. štelo približno tristo oseb; če štejemo služabnike kraljice in kraljevih otrok, število naraste na približno šeststo.
Filip je na palači izvedel še več velikih sprememb. Rekonstruiral je južno obzidje palače in premaknil obzidje na vzhodni strani, da bi povečal slavnostno dvorišče. Novo obzidje, ki je bolj spominjalo na palačo kot na trdnjavo, je imelo dvoje velikih vrat in echauguettes ali majhna dvignjena mesta za stražarje na koti stene. Obnovil je Salle d'Eau, razširil logos de Roi ali kraljevo rezidenco južneje, zgradil je novo stavbo za Chambre des comptes ali kraljevo zakladnico in povečal vrt. Dela so bila skoraj končana, ko je leta 1314 kralj umrl. Filipovi nasledniki so naredili še nekaj dodatkov; Ivan II. Francoski (1319–1364) je zgradil nove kuhinje na dveh nivojih severozahodno od Grand'Salle in zgradil nov kvadratni stolp. Kasneje je njegov sin Karel V. Francoski (1338–1380) v stolp namestil uro, ki je postala znana kot Tour de l'Horloge.

### Pozni srednji vek
Stoletna vojna med Anglijo in Francijo je spremenila zgodovino in funkcijo palače. Kralja Ivana II. so Angleži vzeli za talca. Leta 1358 je vodja pariških trgovcev Etienne Marcel vodil upor proti kraljevi oblasti. Njegovi vojaki so vdrli v palačo in v navzočnosti kraljevega sina, bodočega Karla V., ubili kraljeva svetovalca Jeana de Conflansa in Roberta de Clermonta. Upor je bil zatrt in Marcel ubit, ko pa je Karel V. leta 1364 zasedel prestol, se je odločil, da svojo rezidenco premakne varno stran od središča mesta. Zgradil je novo rezidenco, Hôtel Saint-Pol, v četrti Marais, blizu trdnjave Bastille. Hôtel Saint-Pol je leta 1360 začel graditi francoski Karel V. na ruševinah stavbe, ki jo je zgradil Ludvik IX. Uporabljala sta ga Karel V. in Karel VI. Stala je na desnem bregu, severozahodno od Quartier de l'Arsenal v 4. pariškem okrožju, posestvo rezidence pa se je raztezalo od Quai des Célestins do Rue Saint-Antoine in od Rue Saint-Paul do Rue du Petit-Musc. Po smrti Isabeau de Bavière leta 1435 je postala neuporabna in propadla in je bila porušena, ko jo je Franc I. Francoski leta 1543 prodal po delih na dražbi. Pozneje sta kraljevi rezidenci postali Louvrska palača in nato Château de Vincennes.
Francoski kralji palače niso povsem zapustili. Pogosto so se vračali na slovesnosti v Grand'Salle, sprejeme za tuje monarhe, predsedovali zasedanjem pariškega parlamenta in razstavili svete relikvije v Saint-Chapelle za čaščenje dvora. Do 16. stoletja so se nekateri kralji dlje časa zadrževali v palači. Kljub temu je glavno opravilo palače postalo upravljanje zakladnice in zlasti kraljevega pravosodja. Postal je sedež pariškega parlamenta, ki ni bil zakonodajni organ, temveč visoko sodišče plemstva. Parlament je registriral vse kraljeve odloke in je bil pritožbeno sodišče za plemstvo glede odločitev kraljevih sodišč. Sestajal se je v Grand'Chambre, predsedoval mu je kralj. Upravljanje palače je postalo odgovornost Conciergea, visokega dvornega uradnika, ki ga je imenoval kralj. V nekem trenutku v 15. stoletju je naslov pripadal Isabeau Bavarski, ženi kralja Karla VI. Palača je postopoma prevzela ime po tem uradniku in se je imenovala Conciergerie.
Že v 14. stoletju so palačo uporabljali tudi za zaprtje pomembnih zapornikov, saj jih ni bilo treba premestiti iz glavnega mestnega zapora v Châteletu na sojenje. Poleg tega je imela palača lastne mučilnice, ki so jih uporabljali za spodbujanje hitrih priznanj zapornikov. Do 15. stoletja je bila palača eden večjih zaporov v Parizu. Vhod v zapor se je bil na glavnem dvorišču, Cour du Mai, poimenovanem po drevesu, ki so ga uradniki palače tradicionalno postavili tam vsako pomlad. Jetniške celice so bile v spodnjih nadstropjih palače in v stolpih, kjer so izvajali tudi mučenje. Redko so tam zadrževali zapornike dlje časa. Takoj ko je bila izrečena sodba, so jih za kratek čas odpeljali v dvorano pred stolnico Notre Dame, da so se izpovedali, nato pa na usmrtitev na Place de Greve.
Pomembni zaporniki, ki so jih pridržali v palači pred usmrtitvijo, so bili Enguerrand de Marigny, kancler Filipa IV., ki je nadzoroval gradnjo večjega dela palače, ki ga je kraljev naslednik Ludvik X. obtožil korupcije; Gabriel grof Montgomery, čigar sulica je med turnirjem smrtno ranila Henrika II., ki je bil kasneje obtožen zagovarjanja verskih reform in neposlušnosti kralju Karlu IX.; François Ravaillac, morilec Henrika IV.; Marie-Madeleine d'Aubray, markiza iz Brinvilliersa, znana zastrupljevalka; razbojnik Cartouche in Robert François Damien, služabnik palače, ki je poskušal ubiti Ludvika XV. Jeanne de Valois, grofica de la Motte, osrednja oseba v razvpiti aferi z diamantno ogrlico, ki je načrtovala goljufanje Marije Antoanete, je bila tam zaprta, bičana, ožigosana z V za Voleur (tat), nato pa premeščena v Saltpétriére, zapor za dosmrtno ječo, vendar je nekaj mesecev pozneje pobegnila.

### Zgodnja moderna doba
Od 14. do 18. stoletja so francoski kralji naredili številne spremembe v palači, zlasti v Sainte-Chapelle. Leta 1383 je Karel VI. zamenjal zvonik Sainte-Chapelle in ob koncu stoletja je bil na zunanji strani kapele ob južni steni zgrajen oratorij. Od leta 1490 do 1495 je Karel VIII. namestil novo rozeto na zahodno fasado kapele. Leta 1504 je Ludvik XII. dodal monumentalno stopnišče na južni strani palače in zgradil novo stavbo za Chambre des comptes, kraljevo zakladnico. Leta 1585 je Henrik III. dodal sončno uro na steno stolpa z uro in začel graditi Pont Neuf, nov most za povezavo otoka z levim in desnim bregom Sene. Leta 1607 se je Henrik IV. odpovedal kraljevemu vrtu na koncu otoka in dal na tem mestu zgraditi nov stanovanjski trg Place Dauphine. Leta 1611 je Ludvik XIII. dal bregove reke okoli otoka ponovno zgraditi iz kamna.
Leta 1618 je velik požar uničil Grand'Salle. Leta 1622 jo je po istem načrtu obnovil Salomon de Brosse. Leta 1630 je nov požar uničil zvonik Sainte-Chapelle, ki je bil zamenjan leta 1671. Leta 1671 je kralj Ludvik XIV., ki mu je vedno primanjkovalo denarja za svoje veličastne projekte, sledil zgodnjo prakso Henrika IV. na Place Dauphine in začel deliti odvečno zemljišče okoli palače na parcele za novo gradnjo. Do 18. stoletja je bila palača popolnoma obdana z zasebnimi hišami in trgovinami, zgrajenimi tik ob njenem obzidju.
V poznem 17. in v 18. stoletju je palačo prizadela vrsta naravnih katastrof. Reka Sena je narasla pozimi 1689-1690, poplavila palačo in povzročila precejšnjo škodo, vključno z uničenjem vitrajev na spodnjem nivoju Sainte-Chapelle. Leta 1737 je požar uničil Cour de Comptes. Rekonstrukcijo stavbe je izvedel Jacques Gabriel, oče Ange-Jacquesa Gabriela, arhitekta Place de la Concorde. Leta 1776 je prišlo do še resnejšega požara, ki je povzročil resno škodo na kraljevi rezidenci, Grosse Touru in stavbah okoli Cour de Mai. Pri rekonstrukciji so porušili staro zakladnico Chartresa, Grosse Tour in vzhodno steno palače. Novo podobo, sedanjo fasado, je dobilo tisto, kar je postalo znano kot Sodna palača (Palais de Justice); v Sainte-Chapelle je bila zgrajena nova galerija; znotraj Conciergerie je bila zgrajena nova kapela, ki je nadomestila oratorij iz 12. stoletja, zgrajene pa so bile tudi številne nove zaporniške celice, ki so imele razvpito vlogo v francoski revoluciji.

### Revolucija in teror
V turbulentnih letih pred francosko revolucijo je bilo znotraj Conciergerie pomembno središče nasprotovanja kraljevi oblasti, Pariški parlament. Maja 1788 so plemiči, ki so se sestali v Grand'Salle Conciergerie, zavrnili, da bi kralj sprožil preiskavo enega od njihovih članov.
Julija 1789 je po napadu na Bastiljo oblast prešla v roke nove ustavodajne skupščine, ki ni bila naklonjena plemičem pariškega parlamenta. Skupščina je parlamentu dala počitnice za nedoločen čas in leta 1790 je prvi izvoljeni pariški župan Jean Sylvain Bailly zaprl in zapečatil pisarne parlamenta.
Revolucija je doživela radikalnejši preobrat avgusta 1792, ko so prva pariška komuna in Sans-culottes (navadni ljudje nižjih slojev) zavzeli  Tuilerijsko palačo in aretirali kralja. Septembra so Sans-Culottes v štirih dneh pobili 1300 zapornikov, vključno s tistimi, ki so jih zadrževali v Conciergerieju, ki so jih ubili na »Cour des Femmes«, dvorišču, kjer so zapornice lahko telovadile.
Nova revolucionarna vlada Konvent je bila kmalu razdeljena na dve frakciji, zmernejše žirondince in bolj radikalne montagnarde, ki jih je vodil Maximilien Robespierre. 10. marca 1793 je Konvent zaradi nasprotovanja žirondincev odredil ustanovitev revolucionarnega sodišča s sedežem v Conciergerie. Razsodišče se je sestajalo v Grand'Salle, kjer je zasedal pariški parlament, ki se je preimenovala v Salle de la Liberte. Vodil jo je Antoine Fouquier-Tinville, nekdanji državni tožilec, pomagala pa mu je dvanajstčlanska porota. V konventu je Robespierre dal sprejet nov zakon o osumljencih, ki je zapornikom pred sodiščem odvzel večino njihovih pravic. Pritožb na odločitve sodišča ni bilo, smrtne kazni pa so bile izvršene še isti dan.
Med prvimi, ki so ji sodili, je bila Marija Antoaneta, ki je bila dva meseca in pol zaprta od sojenja in usmrtitve njenega moža Ludvika XVI. Sodili so ji 16. oktobra 1793 in še isti dan usmrtili. 24. oktobra so 21 žirondincem iz konventa sodili zaradi zarote proti enotnosti nove republike in jih takoj usmrtili. Med drugimi, ki so bili privedeni pred sodišče in usmrčeni, je bil Philippe Egalite, kraljev bratranec, ki je glasoval za kraljevo usmrtitev (6. november); Bailly, prvi izvoljeni župan Pariza; (11. november), pesnik Andre Chenier in Madame du Barry, ljubica kraljevega dedka Ludvika XV. (8. december).
Zaporniki so redko preživeli dalj časa v Conciergerie; večino so tja pripeljali nekaj dni ali največ nekaj tednov pred sojenjem. Tam je bilo naenkrat kar šeststo ujetnikov; majhno število premožnih zapornikov je dobilo lastne celice, večino pa so natlačili v velike skupne celice s slamo na tleh. Ob zori so se odprla vrata celic in zaporniki so se lahko razgibali na dvorišču ali na hodnikih. Zapornice so hodile na ločeno dvorišče z vodnjakom, kjer so lahko prale perilo. Zaporniki so se vsak večer zbrali ob vznožju stolpa Bonbec, da bi slišali, kako stražarji preberejo imena tistih, ki bodo naslednji dan privedeni pred sodišče. Tisti, katerih imena so bila objavljena, so tisto noč tradicionalno dobili skromen banket z drugimi zaporniki.
Kmalu je sodišče sodilo vsem, ki so nasprotovali Robespierru. Jacques Hébert, Danton, Camille Desmoulins in mnogi drugi so bili postavljeni pred sodišče, obsojeni in usmrčeni. Aretiranih je bilo toliko nasprotnikov Robespierra, da jim je sodišče začelo soditi v skupinah. Do julija 1794 je bilo obsojenih in giljotiniranih povprečno osemintrideset oseb na dan. Postopoma pa je rasla opozicija proti Robespierru, ki so ga obtoževali, da želi biti diktator. Aretiran je bil 28. julija 1794, potem ko se je neuspešno poskušal ustreliti. Odpeljali so ga v Conciergerie, nato pa mu je nekaj ur kasneje sodilo sodišče in ga usmrtili na Place de la Revolution. Šef sodišča Fouquier-Tinville je bil aretiran in po devetih mesecih zapora v Conciergerieju 9. maja 1795 tudi usmrčen. Revolucionarno sodišče je bilo ukinjeno 7. maja 1795, potem ko je usmrtilo 2780 oseb v 718 dneh.

### 19., 20. in 21. stoletje
Po revoluciji je palača postala sedež pravosodnega sistema Francije, vendar je nadaljevala tudi svojo vlogo zapora. Med konzulatom Napoleona Bonapartra je bil tam do usmrtitve leta 1804 zaprt upornik Georges Cadoudal. Po Napoleonovem padcu je bil tam pred usmrtitvijo leta 1815 zaprt eden njegovih najbolj znanih generalov, maršal Michel Ney, kot tudi Napoleonov nečak Ludvik-Napoleon Bonaparte, bodoči Napoleon III., po neuspelem poskusu strmoglavljenja kralja Ludvika Filipa. Tam sta bila zaprta anarhista Giuseppe Fieschi in Felice Orsini, ki sta poskušala ubiti Ludvika Filipa oziroma Napoleona III., prav tako še en slavni anarhist Ravachol, ki je bil usmrčen leta 1892.
Med revolucijo so Sainte-Chapelle spremenili v skladišče pravnih dokumentov in odstranili polovico vitrajev. Med letoma 1837 in 1863 se je začela velika akcija, da bi kapeli povrnili njen srednjeveški sijaj. Istočasno sta Conciergerie in Palača pravice doživeli velike spremembe. Med letoma 1812 in 1819 je arhitekt Antoine-Marie Peyre  obnovil obokan strop stare Salle des Gens d'Armes in na zahtevo kralja Ludvika XVIII. zgradil tudi kapelo, kjer je bila celica Marije Antoanete. Med letoma 1820 in 1828 je zgradil novo fasado za Conciergerie ob Seni med Tour de l'Horloge in Tour Bonbec. Leta 1836 je bil med Tour d'Argent in Tour César nov vhod v Conciergerie.
Obsežen načrt za preoblikovanje Palais de la Cité je od leta 1835 zasnoval arhitekt Jean-Nicolas Huyot, ki je začel z izvedbo do svoje smrti leta 1840. To je nadaljeval predvsem Joseph-Louis Duc, ki mu je najprej pomagal Etienne Theodore Dommey (1801). -1872), od leta 1867 pa Honoré Daumet, ki ga je po Ducovi smrti leta 1879 nasledil kot glavni arhitekt kompleksa. Načrt je vključeval rušenje nekaterih preostalih ostankov stare palače, vključno s tistim, kar je ostalo od Logis du Roi in Salle sur l'eau, ter gradnjo nove stavbe za Cour de Cassation.
Pod cesarjem Napoleonom III. sta zahodni del med letoma 1857 in 1868 rekonstruirala Joseph-Louis Duc in Honoré Daumet. Zunanjost vključuje kiparsko delo Jean-Marieja Bonnassieuxa. Oktobra 1868 ga je odprl baron Haussmann, prefekt Sene. Prejel je nagrado Grand Prix de l'Empereur kot največje umetniško delo, ustvarjeno v Franciji v desetletju.
Leta 1871, v zadnjih dneh pariške komune, so komunardi stavbo zažgali in uničili velik del notranjosti. Restavriranja je prevzel Joseph-Louis Duc. Ta je dokončal tudi fasado Harlay, medtem ko je arhitekt Honoré Daumet dokončal zgradbo prizivnega sodišča. Po smrti Duca leta 1879 je projekt prevzel Honoré Daumet. Palais de Justice je bila v bistvu dokončana leta 1914, tik pred začetkom prve svetovne vojne. Zadnji del, ki ga je bilo treba dokončati, je Tribunal Correctionel (kazensko sodišče) na južni strani. 
Conciergerie je bil leta 1862 razglašena za nacionalni zgodovinski spomenik, nekatere sobe pa so bile za javnost odprte leta 1914. Še naprej je delovala kot zapor do leta 1934.
- Dvorišče in nova fasada sodne palače (1860)
- Salle des Pas Perdus ali glavni hodnik v novi palači pravice (1871)
- Glavni hodnik po požaru, ki ga je zanetila Pariška komuna

## Opis

### Cour du Mai in vzhodna zunanja fasada
Cour du Mai je glavni odprti prostor Palais. Prej je bil dostopen skozi utrjena vrata, zdaj pa meji na Boulevard du Palais, od katerega je ločen z okrašeno železno ograjo mojstra Bigonneta (1787, popravljeno leta 1877). Sedanja pročelja Cour du Mai so iz leta 1780 po uničujočem požaru leta 1776. Glavno (zahodno) pročelje ima monumentalno stopnišče (nekdanje grands degrés ali Perron du Roi), ki vodi do stavbe s kvadratno kupolo, okrašeno s štirimi toskanskimi stebri z alegoričnimi kipi na vrhu: od juga proti severu, Obilje Pierra-Françoisa Berruerja, Pravičnost in previdnost Félixa Lecomta in Sila Berruerja. Nad njimi je kraljevi grb, ki ga podpirata dva krilata duha, delo kiparja Augustina Pajouja. Zasnovo Cour du Mai, vključno z železno ograjo, je zasnoval Pierre Desmaisons s pomočjo Jacquesa Denisa Antoina in Joseph-Abela Couture, posebej za notranjost. Njegova stranska krila so bila v 1840-ih prezidana v istem slogu.
Takoj severno od Cour du Mai Boulevard du Palais meji na nekdanje glavno krilo kraljeve rezidence iz 14. stoletja, s Salle des Gens d'Armes v pritličju (zdaj nekoliko pod nivojem Boulevarja) in Salle des Pas-Perdus (prej Grande Salle) v prvem nadstropju.
Na severovzhodnem vogalu kompleksa stoji 47 metrov visok Tour de l'Horloge (»stolp z uro«), zgrajen okoli leta 1353 pod kraljem Ivanom II.   Na vrhu stolpa je bil zvon, tocsin du palais (»zvon za alarm v palači«), ki je zvonil več dni, da bi naznanil pomembne dinastične dogodke, kot je smrt kraljev in rojstvo prvorojenih kraljevih sinov, in je zvonil tudi na znak pokola na dan svetega Bartolomeja leta 1572; bil je odstranjen in pretopljen leta 1792 ter zamenjan leta 1848. Na strani Bulevarja ga krasi istoimenska monumentalna ura, ki je bila prva javna ura v Parizu, izdelal pa jo je Henri de Vic v letih 1370-1371. Uro je v letih 1585–1586 na novo okrasil Germain Pilon in jo od takrat večkrat obnovil, največkrat v letih 1849–1852 jo je naredil Armand Toussaint po hudi škodi med francosko revolucijo ter ponovno leta 1909, 1952 in nazadnje leta 2012. Ima dva monumentalna napisa v latinščini: na vrhu QVI DEDIT ANTE DVAS TRIPLICEM DABIT ILLE CORONAM (»On [Bog], ki je že dal [kralju Henriku III.] dve kroni [poljske leta 1573 in francoske leta 1574], [mu bo dal ] [nebeška] tretjina«); na dnu MACHINA QVÆ BIS SEX TAM JVSTE DIVIDIT HORAS JVSTITIAM SERVARE MONET LEGES QVE TVERI (»Ta stroj, ki tako pravično razdeli dvanajst ur, uči ohraniti pravičnost in paziti na zakone«).
Južno od ograje Cour du Mai plošča označuje nekdanjo lokacijo Chapelle Saint-Michel (»kapela svetega Mihaela«), ki je dala ime bližnjemu mostu Pont Saint-Michel in, čez Seno, Place Saint-Michel in Boulevard Saint-Michel in je bil sedež reda svetega Mihaela od 1470 do 1555 ali 1557, ko je bil prenesen v Château de Vincennes.
- Plošča na nekdanji kapeli Saint-Michel
- Cour du Mai
- Železna vrata iz leta 1787
- Tour de l'Horloge
- Monumentalna ura

### Severna zunanja fasada
Na severni strani, obrnjeni proti Seni, stavbo obdaja niz srednjeveških stolpov in fasad iz 19. stoletja:
- Tour de l'Horloge, zgrajen sredi 14. stoletja
- Neogotsko krilo, ki ga je zasnoval Joseph-Louis Duc in je bilo zgrajeno v 1850-ih
- Stolpa dvojčka, prej znana kot Tournelle Civile in Tournelle Criminelle, ki se nanašata na ustrezne civilne in kazenske jurisdikcije, ki so tam, pogosteje imenovana Tour de César ("Cezarjev stolp") in Tour d'Argent ("Srebrni stolp"),  zgrajena v začetku 14. stoletja
- Drugi neogotski trakt, ki ga je zasnoval Duc, s podobno, a ne identično zasnovo kot vzhodno, zgrajen okoli leta 1860 in enako popravljen po požaru leta 1871
- Tour Bonbec, katerega ime namiguje na nekdanje mučilnice v notranjosti, sprva zgrajene sredi 13. stoletja. To je bil vedno edini nazobčani stolp v palači. Bil je krajši od drugih stolpov do leta 1860, ko je Duc dodal zgornji nivo in odstranil zunanje stopnišče. Njegovi zgornji deli so bili popravljeni po požaru leta 1871, nato pa ponovno leta 1935 po ponovnem požaru na podstrešju.
- Severna stran neorenesančne dvorane Cour de Cassation (kasacijsko sodišče), ki jo je prvotno zasnoval Louis Lenormand od leta 1838 do svoje smrti leta 1862, izvedla Joseph-Louis Duc in Étienne Theodore Dommey, ki sta vodila dokončanje stavbe, nato pa je bila resno poškodovana zaradi požara leta 1871 in dokončana leta 1881.[20] Okras vključuje dva otroka, ki nosita kartušo z motivom ogledala in kače Henrija Chapuja; štiri kariatidne alegorije Preudarnost, Pravičnost, Nedolžnost in Sila, Eugène-Louis Lequesne; in na zgornjem pedimentu cesarski grb, obdan z dvema alegoričnima skupinama, Zakon ščiti nedolžne in Zakon kaznuje zločin, avtorja Louis-Léona Cugnota.[21][22]

- Srednjeveški stolpi in neogotska krila vmes
- Cour de Cassation
- Detajl dekoracije: ogledalo in kača, tradicionalni atributi Preudarnosti

### Zahodna zunanja fasada
Večji del zahodne fasade je monumentalna kompozicija, ki sta jo leta 1847 zasnovala Joseph-Louis Duc in Etienne Theodore Dommey za Cour d'assises (kazensko sodišče), zgrajena od 1857 do 1868, nato popravljena po požaru leta 1871 in končno odprta leta 1875. Obrnjena je proti Place Dauphine, katere vzhodna stran iz začetka 17. stoletja je bila leta 1874 porušena, da bi sprostila prostor pred novo stavbo. Slog dekoracije je neoklasicističen, vendar je celotno zasnovo navdihnila staroegipčanska arhitektura in posebej fasada kompleksa templja Dendera.[26] Monumentalni kipi so od severa proti jugu: Preudarnost in Resnica Augusta Dumonta, Kazen in Zaščita Françoisa Jouffroya ter Sila in Pravičnost Jean-Louisa Jaleyja. Stilizirani levi, ki stražijo stopnice in predstavljajo javno silo, so delo Isidora Bonheurja (1866). Na skrajnih delih fasade sta dva nizkoreliefna medaljona velikih ustvarjalcev zakonika, oziroma Napoleona za Napoleonov zakonik in Justinijana I. za Justinijanov zakonik.
- Zahodna fasada, osrednji trakt
- Glavna vrata, obkrožena s kaznijo (levo) in zaščito (desno)
- Detajl: Resnica in lev
- Detajl: strešni cesarski orel
- Napoleonov medaljon
- Justinijanov medaljon

### Južna zunanja fasada
Južno fasado sestavljata dva ločena trakta. Zahodno krilo sta zasnovala Émile Gilbert in njegov zet Arthur-Stanislas Diet, zgrajena pa je bila med letoma 1875 in 1880 na lokaciji Hôtel du Bailliage (dvorec Bailliage), ki je bil prav tako požgan leta 1871. Vzhodno krilo je ločena stavba, ki je bila zgrajena od leta 1907 do 1914 kot zadnja večja faza širitve kompleksa in je nadomestila porušene zasebne hiše na Quai des Orfevres, ki so bile razlaščene leta 1904. Zasnoval jo je arhitekt Albert Tournaire, njen zahodni konec odlikuje slikovit stolp, pod katerim stoji monumentalna sončna ura s skulpturo Čas in Pravičnost iz leta 1913 Jeana Antoina Injalberta z latinskim napisom HORA FUGIT STAT JUS (»čas beži, zakon ostaja«). Vzhodneje na fasadi so štirje monumentalni kipi (1914): Resnica Henri-Édouarda Lombarda, Zakon Andréja Allarda, Zgovornost Raoula Verleta in Milost Julesa Coutana. Na vogalu z Boulevard du Palais stoji stolpič z vrati v ravni ulice z monumentalnim napisom GLADIUS LEGIS CUSTOS (»meč varuje zakon«).
Fasada nosi posledice iz časa osvoboditve Pariza avgusta 1944, iz dolgotrajnega zastoja med nemškimi silami na Boulevard du Palais in borci odpora na levem bregu.
- Južna fasada, zahodni trakt
- Južna fasada, vzhodni trakt
- Čas in Pravičnost
- Resnica
- Zakon
- Zgovornost
- Milost
- Nekdanji vhod kazenskega sodišča
- Jugovzhodni stolpič, vhodna vrata
- Jugovzhodni stolpič, okras na strehi

### Sainte-Chapelle
Sainte-Chapelle je zgradil kralj Ludvik IX. Francoski, pozneje znan kot sveti Ludvik, med letoma 1241 in 1248, da bi hranil svete relikvije Kristusovega križanja, ki jih je pridobil, vključno s tistim, za kar so verjeli, da je trnova krona. Spodnji nivo kapele je služil kot župnijska cerkev za prebivalce dvora. Zgornji nivo so uporabljala samo kralj in kraljeva družina. Vitraji zgornje kapele, približno polovica jih je originalnih, so eden najpomembnejših spomenikov srednjeveške umetnosti v Parizu. Kapelo so po revoluciji spremenili v skladišče sodnih dokumentov iz palače pravice, vendar so jo v 19. stoletju skrbno obnovili.
- Zunanjost Sainte-Chapelle (1241-1248)
- Okna zgornje kapele
- Strop spodnje kapele

### Srednjeveške dvorane
Dve dvorani v spodnjem delu Conciergerie, Salle des Gardes (»Dvorana garde«) in Salle des Gens d'armes (»Dvorana orožnikov), sta skupaj s kuhinjami edina ohranjena prostora prvotne kapetinske palače. Ko sta bili zgrajeni, sta bili dvorani na nivoju ulice, skozi stoletja, ko so otok pozidali za preprečevanje poplav, pa pod ulico. Salles des Gardes je bila zgrajena ob koncu 13. in v začetku 14. stoletja kot pritličje Grand'Chambre, kjer je kralj vodil sodne obravnave in kjer se je med revolucijo sestajalo revolucionarno sodišče. Z zgornjo dvorano je bila povezana s stopniščem v jugozahodnem delu dvorane in z drugim stopniščem v stolpu, ki je bil porušen v 19. stoletju. Je eden najlepših primerov srednjeveške arhitekture v Parizu. Dvorana je dolga 22,8 metra, široka 11,8 metra in visoka 6,9 metra. Masivni stebri imajo kiparski okras bojev živali in pripovednih prizorov. Dve stopnišči na severni strani dvorane vodita do stolpov Argent in Cesar, kjer so bile zaporniške celice. Med revolucijo je bilo stanovanje glavnega tožilca terorizma Fouquier-Tinvilla v zgornjem nadstropju, njegova pisarna pa v stolpu Cesar. Salle des Gardes je bila polna zaporniških celic do sredine 19. stoletja, ko je bila dvorana obnovljena v prvotni videz.
Salle des Gens d'armes je bila pritličje pod veličastno Grand'Salle, kjer so francoski kralji prirejali bankete za dobrodošlico kraljevim gostom in za praznovanje posebnih dogodkov, kot je bil obisk nemškega cesarja Karla IV. leta 1378, ki ga je gostil Karel V. malo preden se je izselil iz palače, in poroka Franca II. z Marijo Stuart, škotsko kraljico. Sama dvorana z visokim dvojno obokanim lesenim stropom je večkrat pogorela, nazadnje v požaru, ki ga je zanetila pariška komuna maja 1871. Nadomestila jo je nova velika dvorana, Salle des Pas Perdu, palače pravice. V srednjem veku je bilo spodnje nadstropje večinoma uporabljeno kot restavracija in zadrževalni prostor za veliko osebje kraljevega gospodinjstva; služila bi lahko kar dva tisoč osebam. Veliko stopnišče, zdaj zazidano, je povezovalo spodnje nadstropje z Grand'Salle. Dolga jre 63,3 metra, široka 27,4 metra in visoka 8,5 metra. V začetku 15. stoletja je bila dvorana razdeljena na manjše prostore in jetniške celice.
Dvorana je skozi stoletja doživela številne spremembe in obnove. Potem ko je leta 1618 požar uničil večino zgornje dvorane, je arhitekt Salomon de Brosse zgradil novo dvorano, vendar je naredil napako, ker novih stebrov ni postavil čez prvotne stebre v spodnjem nivoju. To je v 19. stoletju pripeljalo do zrušitve dela stropa spodnje dvorane, ki so jo prezidali z dodatnimi stebri. V 19. stoletju so dodali tudi okna na severni strani, ki gledajo na dvorišče. Krožno stopnišče v severovzhodnem kotu Salle, zgrajeno v srednjeveškem slogu, je bilo zgrajeno v 19. stoletju med vladavino Napoleona III., ki je bil kratek čas tudi sam zaprt v stavbi.
- Salle des gens d'armes, pod zdaj izginulo srednjeveško Grand'Salle.
- Salle des gardes, od nekdanjo Grand'Chambre
- Stopnišča v Salle des gardes do stolpov Argent in Cesar

### Conciergerie zapor
Zaporniški del palače, ki je danes viden, izvira iz poznega 18. stoletja. Po požaru leta 1776 je dal Ludvik XVI. ponovno zgraditi del zapora Conciergerie; med francosko revolucijo je služil kot glavni zapor za politične zapornike, vključno z Marijo Antoaneto, pred sojenjem in usmrtitvijo. Zapor je bil v 19. stoletju obsežno prezidan, številne znamenite sobe, kot je prvotna celica Marije Antoanete, pa so izginile. Vendar pa je bil del zapora obnovljen za 200. obletnico francoske revolucije leta 1989 in si ga lahko ogledajo obiskovalci.
Rue de Paris je bil del Salle des gardes, ki je bil v 15. stoletju ločen z rešetko od preostale dvorane. Med revolucijo so jo uporabljali kot skupno celico za zapornike, ko so bile vse druge celice polne. Ime je dobila po "Monsieur Paris", vzdevku za krvnika.
Žirondinska kapela je dvorana, ki se je od revolucije malo spremenila. Zgrajena je bila po požaru leta 1776 na mestu srednjeveškega oratorija v palači. V letih 1793 in 1794, ko je bil zapor prenatrpan, so ga preuredili v jetniške celice. Ime je dobila po žirondincih, revolucionarni frakciji poslancev, ki so nasprotovali bolj radikalnim montagnardom Robespierra. Poslanci so bili aretirani in večer pred usmrtitvijo so imeli zadnji "banket" v kapeli.
Cour des Femmes je bilo dvorišče, kjer so se zapornice, vključno z Marija Antoaneta, lahko sprehajale, prale svoja oblačila v vodnjaku ali jedle za mizo na prostem. Dvorišče je malo spremenjeno od časa revolucije.
Celico, v kateri je Marija Antoaneta preživela dva meseca in pol pred sojenjem in usmrtitvijo, je kralj Ludvik XVIII. po obnovi monarhije spremenil v popravno kapelo. Kapela zavzema prostor njene prvotne celice in ambulanto zapora, kjer je bil Robespierre zaprt po poskusu samomora ter pred sojenjem in usmrtitvijo.
- Rue de Paris
- Zaporniške celice
- Žirondinska kapela, spremenjena v zaporniške celice

### Notranjost
- Dvorana "Pas Perdus"
- Salle Voltaire poročnega sodišča
- Obravnavni senat za kazenske zadeve pri Cour de Cassation
- Prvi senat za civilno obravnavo Cour de Cassation
- Knjižnica Cour de Cassation
- Galerija sv. Ludvika v Cour de Cassation
- Dekoracija v gospodarski zbornici Cour de Cassation